# 2014 Vasilevskis
A 2014 Vasilevskis (ideiglenes jelöléssel 1973 JA) a Naprendszer kisbolygóövében található aszteroida. Arnold Richard Klemola fedezte fel 1973. május 2-án.